# RIPRNet
RIPRNet (акроним англ. Radio over Internet Protocol Routed Network) — компьютерная сеть министерства обороны США, предназначенная для подключения радиостанций в удаленных местах и обмена данными по протоколу RoIP. В 2007 году RIPRNet была развёрнута в частях американских вооружённых сил в Ираке в составе коалиционных сил.
RIPRNet — тактическая система, конечными пользователи которой являются автотранспорт и мобильные силы. Часть сети выделяется для связи с системами управления стратегического уровня.
По состоянию на июль 2007 года в действии находилось 14 базовых станций и 37 консолей наземных станций стоимостью порядка $ 10 млн, эксплуатация которых должна обойтись примерно в $ 300 000 в год.